# Lætitia Tura
Lætitia Tura née en 1978 à Nancy est une photographe et réalisatrice française. Elle vit et travaille à Saint-Denis. Son travail se concentre sur les frontières et les parcours migratoires.

## Biographie
En 2001, Laetitia Tura commence son projet photographique dédié aux frontières et aux parcours migratoires. Son travail porte sur la matérialisation des frontières à la recherche de traces et de signes tangibles dans le paysage. Elle commence par la frontière du Sud-Liban avec Cédric Deguilhem. De 2004 à 2006, elle réalise la série Linewatch sur la frontière entre le Mexique et les États-Unis. Ensuite, son projet l'amène à Melilla au Maroc. De 2009 à 2013, elle part sur les traces de la Retirada, dans les Pyrénées, sur la route migratoire des républicains espagnols. Son travail photographique s'accompagne d'un dispositif sonore réalisé par Hélène Crouzillat qui réalise les entretiens. 
En 2014, elle réalise avec Hélène Crouzillat le documentaire Les Messagers. En 2021, elle réalise son deuxième long métrage Flamboyantes. On y suit Grace, Alaïde et Betsy, filles de parents qui sont partis sur le chemin de l'exil. 

## Séries photographiques
- Jnoub, 2001
- Linewatch, 2004-2006
- Je suis pas mort, je suis là, 2007-2012
- Ils me laissent l’exil – Les Républicains espagnols, 2009-2013

## Réalisations
- 2014 : Les Messagers, 70 min
- 2021 : Flamboyantes, 91 min

## Distinctions
- Premier prix du Festival Voies Off à Arles pour Linewatch, 2006